# New Gloucester
New Gloucester és una població dels Estats Units a l'estat de Maine (EUA). Segons el cens del 2008 tenia 5.461 habitants.

## Demografia
Segons el cens del 2000, New Gloucester tenia 4.803 habitants, 1.761 habitatges, i 1.313 famílies. La densitat de població era de 39,4 habitants/km².
Dels 1.761 habitatges en un 39,2% hi vivien nens de menys de 18 anys, en un 61,2% hi vivien parelles casades, en un 8,9% dones solteres, i en un 25,4% no eren unitats familiars. En el 18,6% dels habitatges hi vivien persones soles el 6,3% de les quals corresponia a persones de 65 anys o més que vivien soles. El nombre mitjà de persones vivint en cada habitatge era de 2,71 i el nombre mitjà de persones que vivien en cada família era de 3,08.
Per edats la població es repartia de la següent manera: un 28,8% tenia menys de 18 anys, un 6,2% entre 18 i 24, un 35% entre 25 i 44, un 22,5% de 45 a 60 i un 7,5% 65 anys o més.
L'edat mediana era de 36 anys. Per cada 100 dones de 18 o més anys hi havia 99,1 homes.
La renda mediana per habitatge era de 49.599$ i la renda mediana per família de 57.727$. Els homes tenien una renda mediana de 35.699$ mentre que les dones 26.358$. La renda per capita de la població era de 19.527$. Entorn del 4% de les famílies i el 5,4% de la població estaven per davall del llindar de pobresa.